# Commerce (Missouri)
Commerce – wieś w Stanach Zjednoczonych, w stanie Missouri, w hrabstwie Scott.